# Maya Mountains
Maya Mountains (španělsky Montes Maya, česky Mayské pohoří) je pohoří ve Střední Americe, které se rozprostírá na území Guatemaly a Belize. V Guatemale zasahuje do departementu El Petén, v Belize do distriktu Cayo. Nejvyšší bod pohoří Doyle's Delight (1 124 m n. m.) je zároveň nejvyšším bodem celého Belize. V pohoří pramení nejvýznamnější belizská řeka Belize. Nachází se zde mnoho archeologických lokalit s pozůstatky mayských staveb.

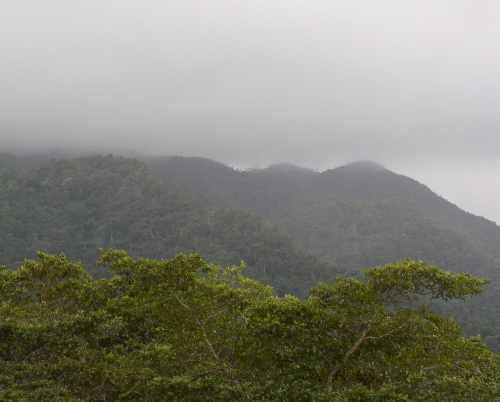
Mayské pohoří
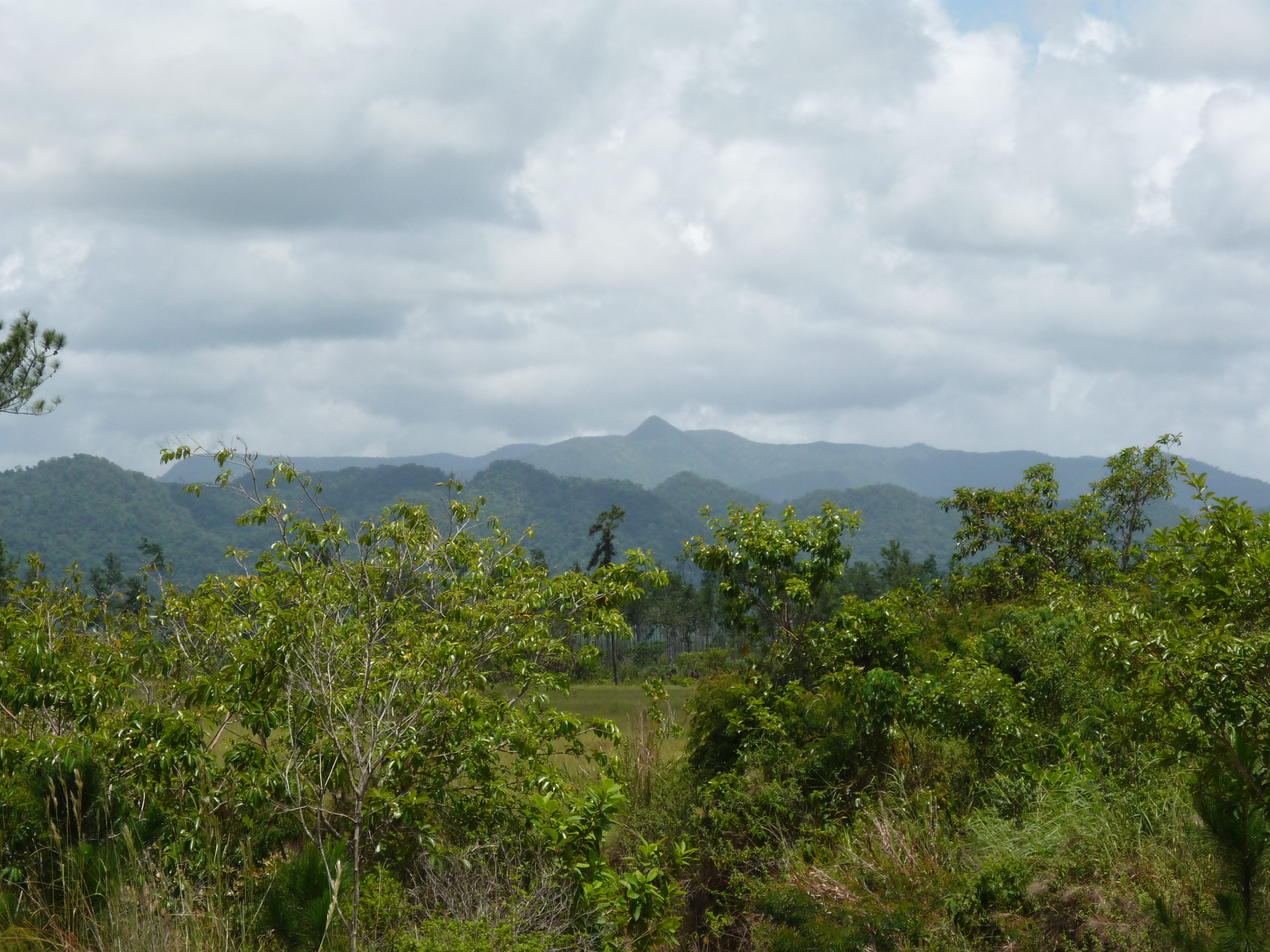
Vrchol Victoria Peak (1 120 m n. m.)
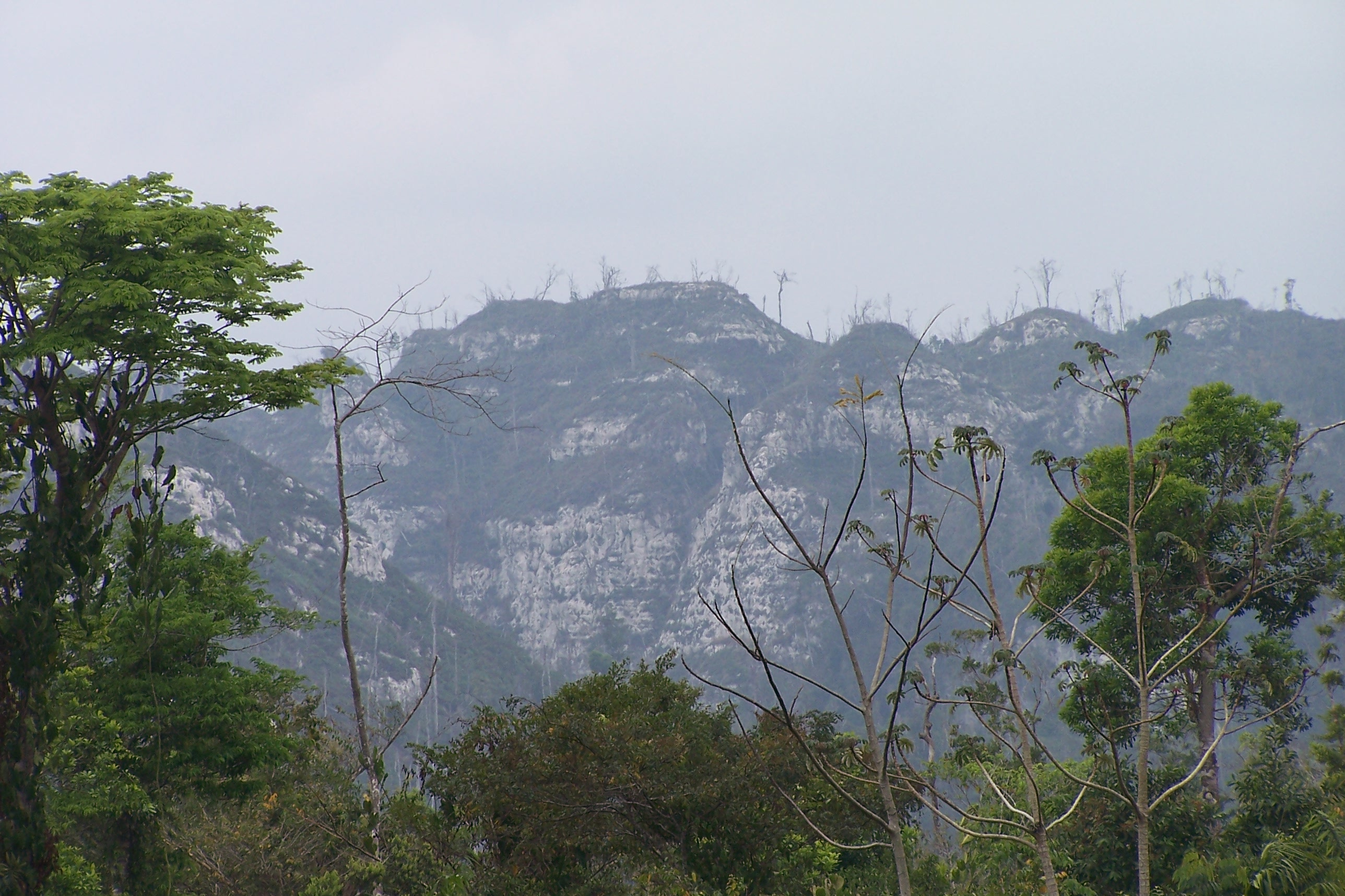
Jeden ze zdejších vápencových útvarů